# Gare de L'Aigle
Ne doit pas être confondu avec Gare d'Aigle.
La gare de L'Aigle est une gare ferroviaire française de la ligne de Saint-Cyr à Surdon, située sur le territoire de la commune de L'Aigle, dans le département de l'Orne, en région Normandie.
C'est une gare de la Société nationale des chemins de fer français (SNCF), desservie par les trains du réseau TER Normandie.

## Situation ferroviaire
Établie à 210 m d'altitude, la gare de L'Aigle est située au point kilométrique (PK) 140,952 de la ligne de Saint-Cyr à Surdon, entre les gares fermées de Bourth et de Rai - Aube. Autrefois, avant Bourth, se trouvait la gare de Saint-Martin-d'Écublei.
Elle est également le terminus au PK 40,132 de l'ancienne ligne de Mortagne-au-Perche à L'Aigle.
Pour se rendre à Mortagne-au-Perche depuis l'Aigle, il faut aujourd'hui prendre un car, dont les horaires ne sont pas synchronisés avec ceux des trains.

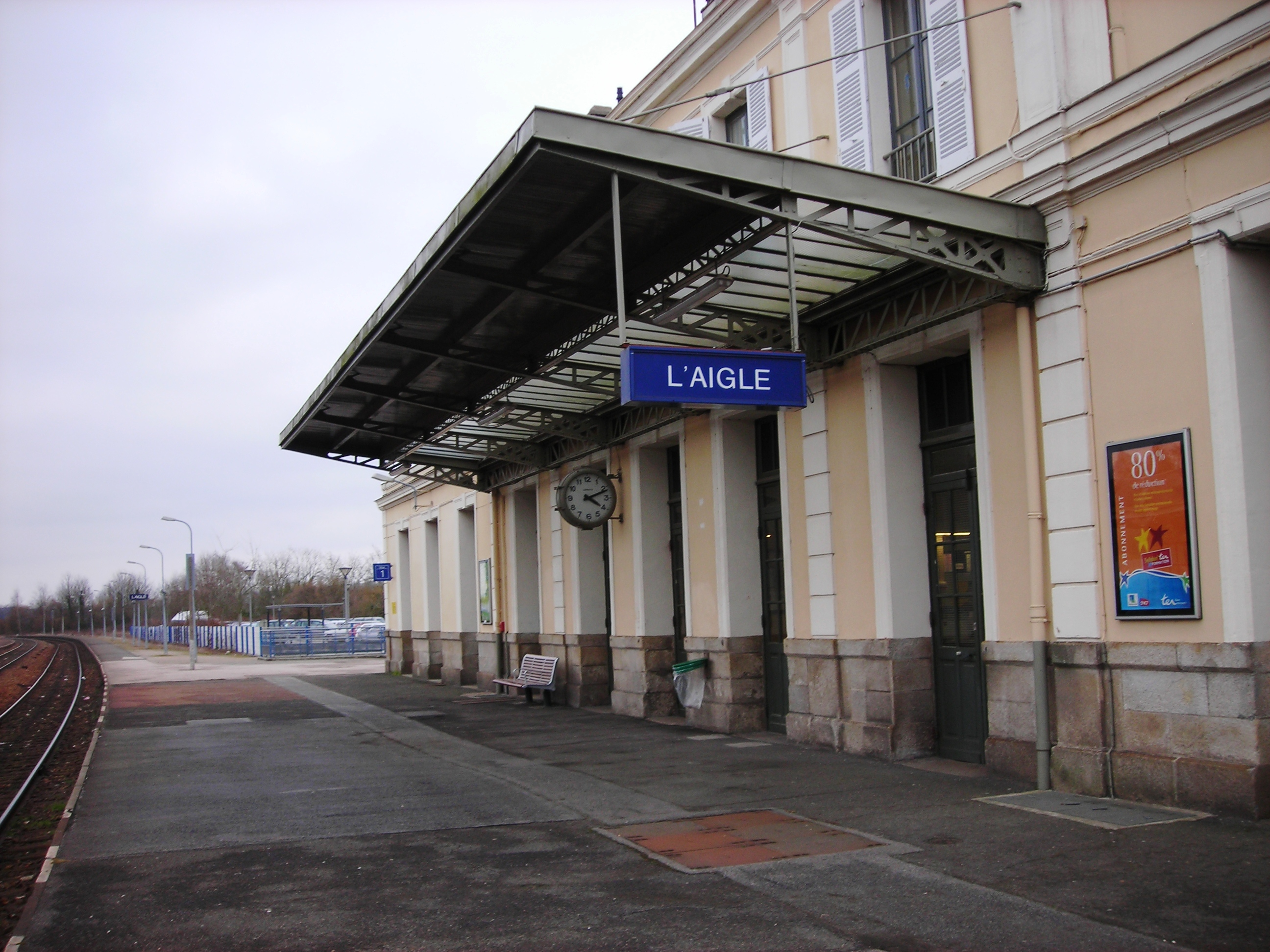
Le quai latéral (voie 1).

## Histoire

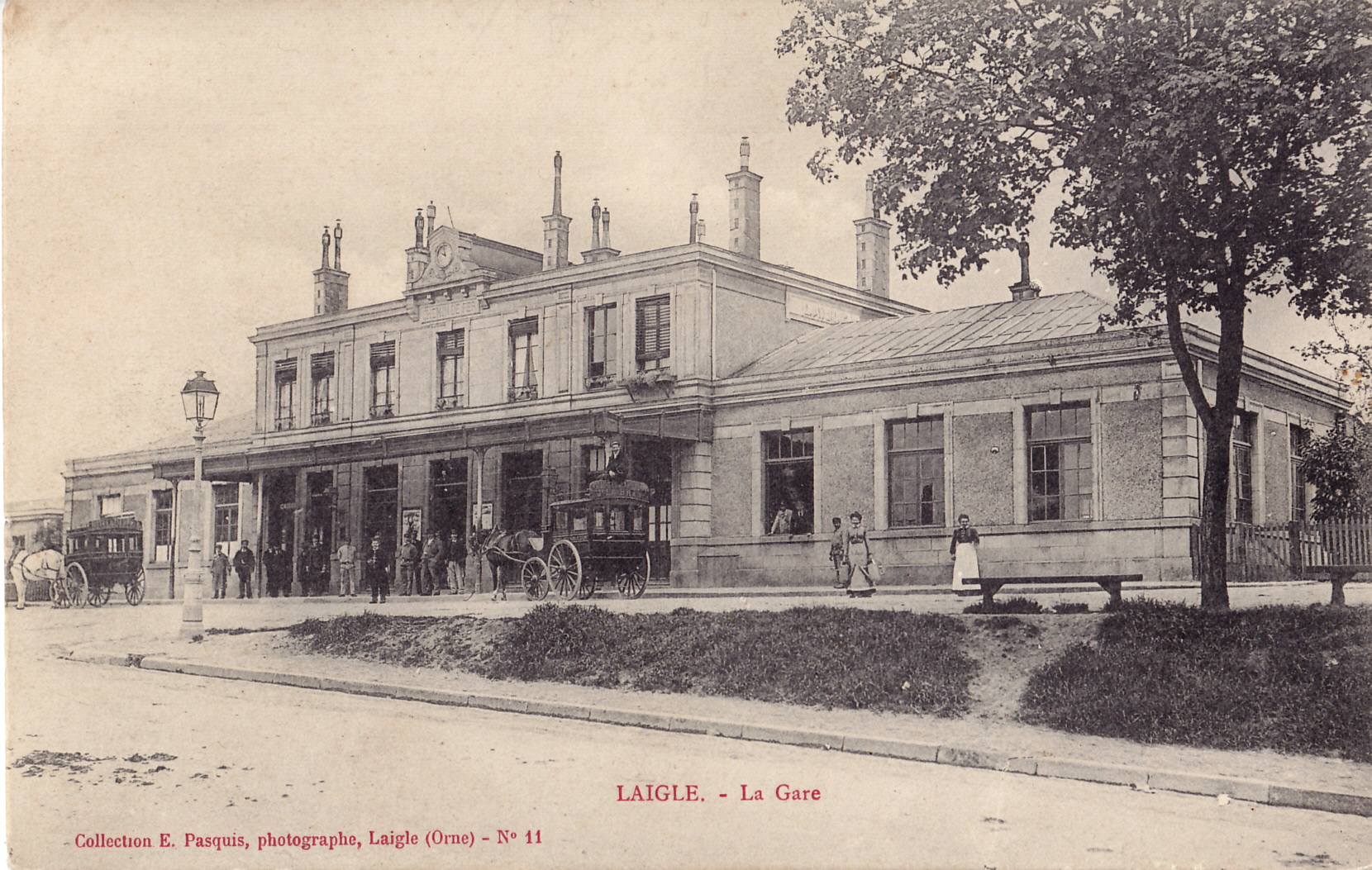
La façade de la gare, alors dénommée Gare de Laigle, au début du XXe siècle.

La gare est mise en service le 1er octobre 1866, avec l'ouverture de la voie entre la gare de Dreux et la gare de L'Aigle.
La gare, tout comme la commune, s'appelait autrefois Laigle et était reliée à Conches et à Mortagne-au-Perche.

## Service des voyageurs

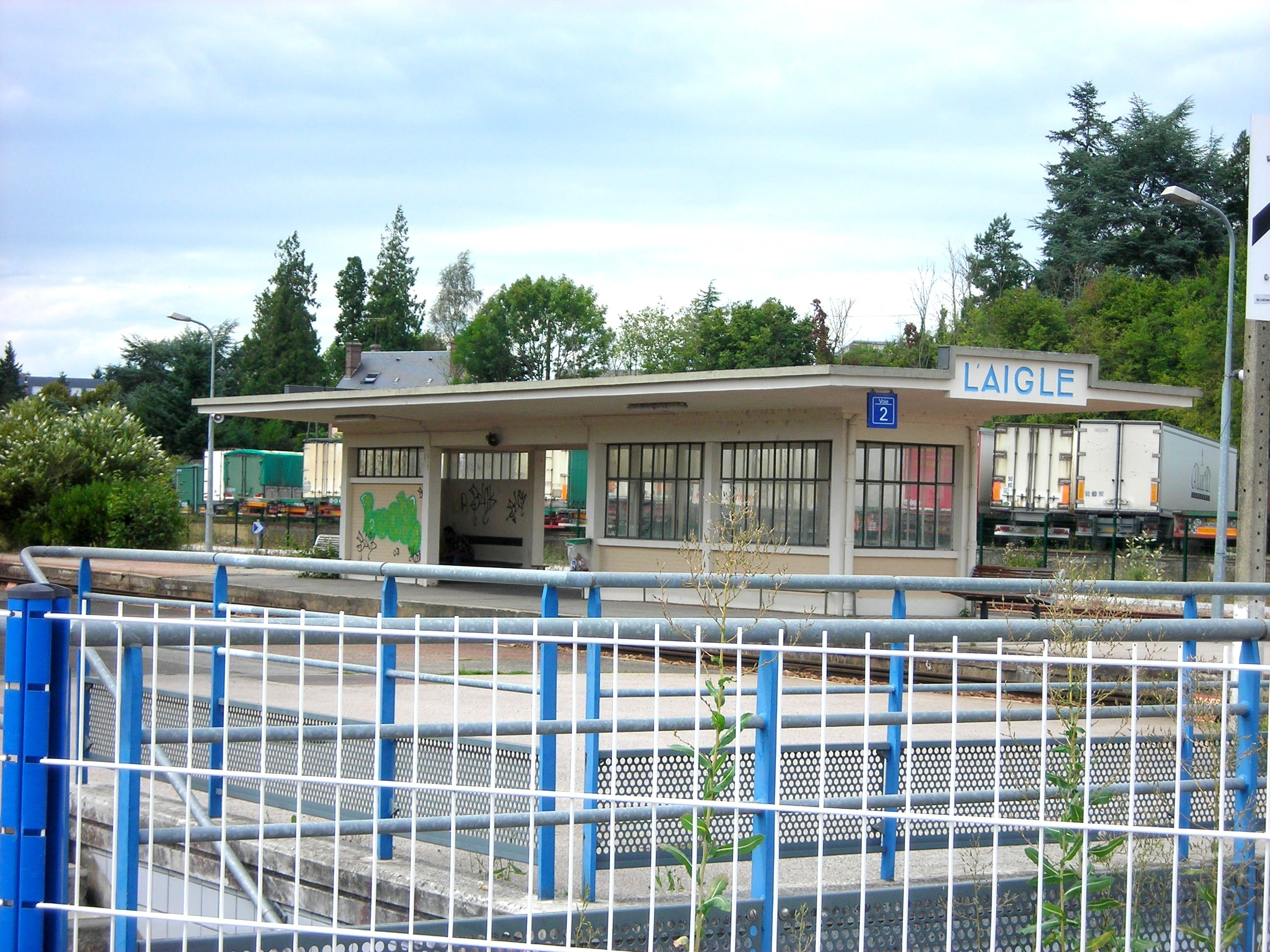
L'abri voyageurs.

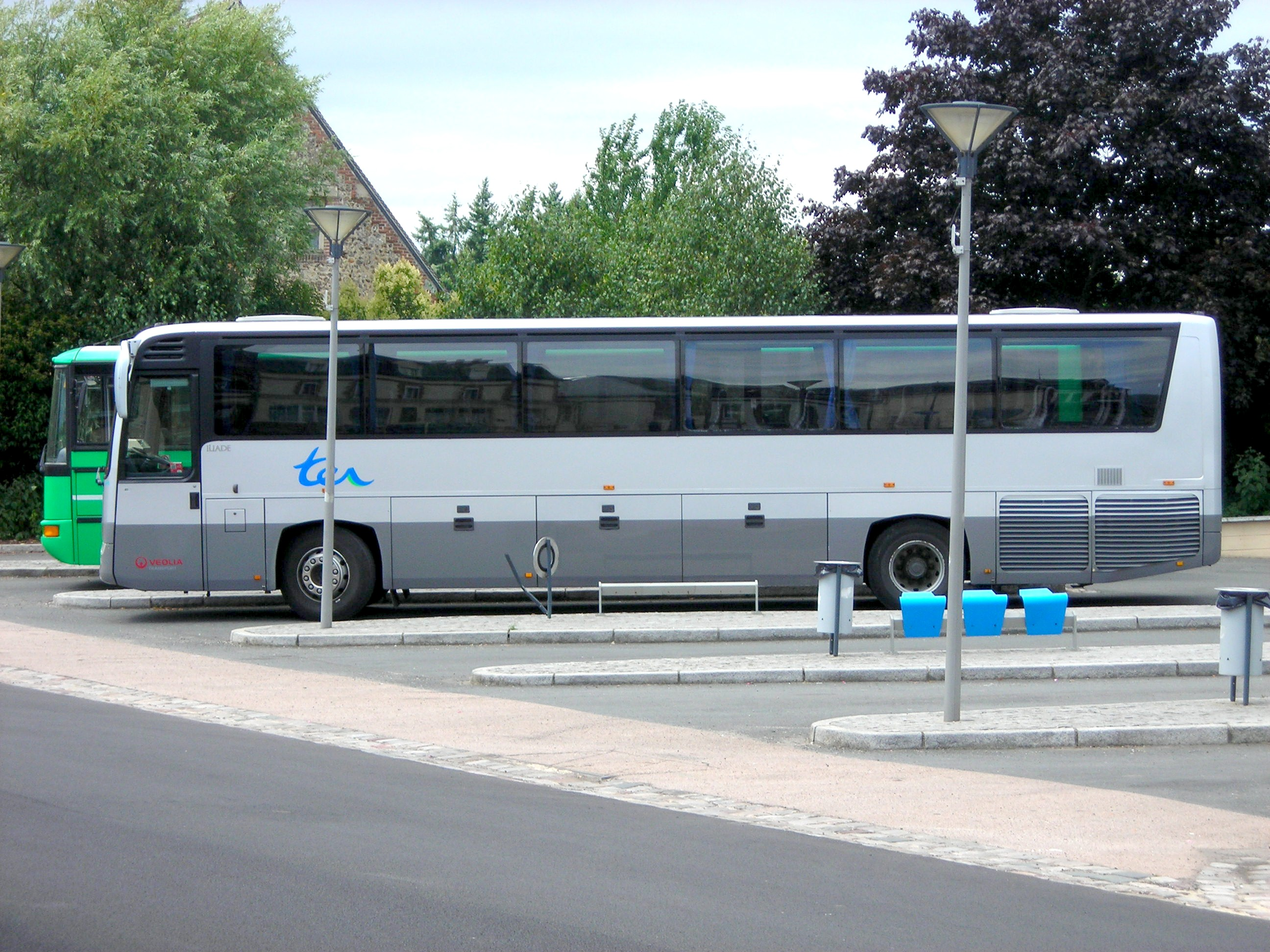
La gare routière.

### Accueil
Gare SNCF, elle dispose d'un bâtiment voyageurs avec guichet et de distributeurs automatiques de titres de transport régionaux.
Elle est équipée d'un quai central et d'un quai latéral qui sont encadrés par trois voies, ainsi que de voies de service. Le changement de quai se fait par un passage souterrain.
Depuis l'aménagement de la gare de Verneuil-sur-Avre à l'automne 2015, qui a abouti à une quasi-fermeture du guichet et à la construction d'une rampe handicapés monumentale de 2 x 320m impraticable, la gare de L'Aigle bénéficie d'un important report de voyageurs, du fait du maintien d'un guichet, de présence de machines pour prendre les billets, et d'un accès handicapés utilisable.

### Desserte
En 2012, la gare est desservie par la ligne commerciale Paris - Granville (Intercités), les trajets étant assurés par des autorails X 72500 et par les lignes commerciales Paris - Argentan et Dreux - Argentan - Granville (TER Normandie), les trajets étant assurés par des autorails X 4750 et X 72500.

### Intermodalité
La gare est desservie par les lignes 50, 51, 60 et 61 du réseau Cap'Orne ; par la ligne 370 du réseau interurbain de l'Eure et par la ligne d'autocar TER Normandie Surdon - L'Aigle. Un parking pour les vélos y est aménagé.